# Морено, Хуанфран
Хуан Франсиско Морено Фуэртес (исп. Juan Francisco Moreno Fuertes; 11 сентября 1988, Мадрид) — испанский футболист, защитник клуба «Аланьяспор».

## Карьера
Хуанфран начинал свою карьеру в скромном «Авансе», а в 2005 году пополнил академию «Хетафе». 23 марта 2008 года он дебютировал в Примере, выйдя на замену в матче с «Атлетиком» (0:1). После одного года во второй команде «Вильярреала» Хуанфран перешёл в «Кастилью из Сегунды Б». 2 мая 2010 года игрок дебютировал за главную команду «Реала», заменив Фернандо Гаго в матче с «Осасуной» (3:2). 6 января 2011 года Хуанфран отыграл 30 минут за «Реал» в кубковом матче с «Леванте» (0:2). В 2013 году перебрался в «Реал Бетис».

## Достижения
- Обладатель Кубка Испании: 2010/11